# Action painting

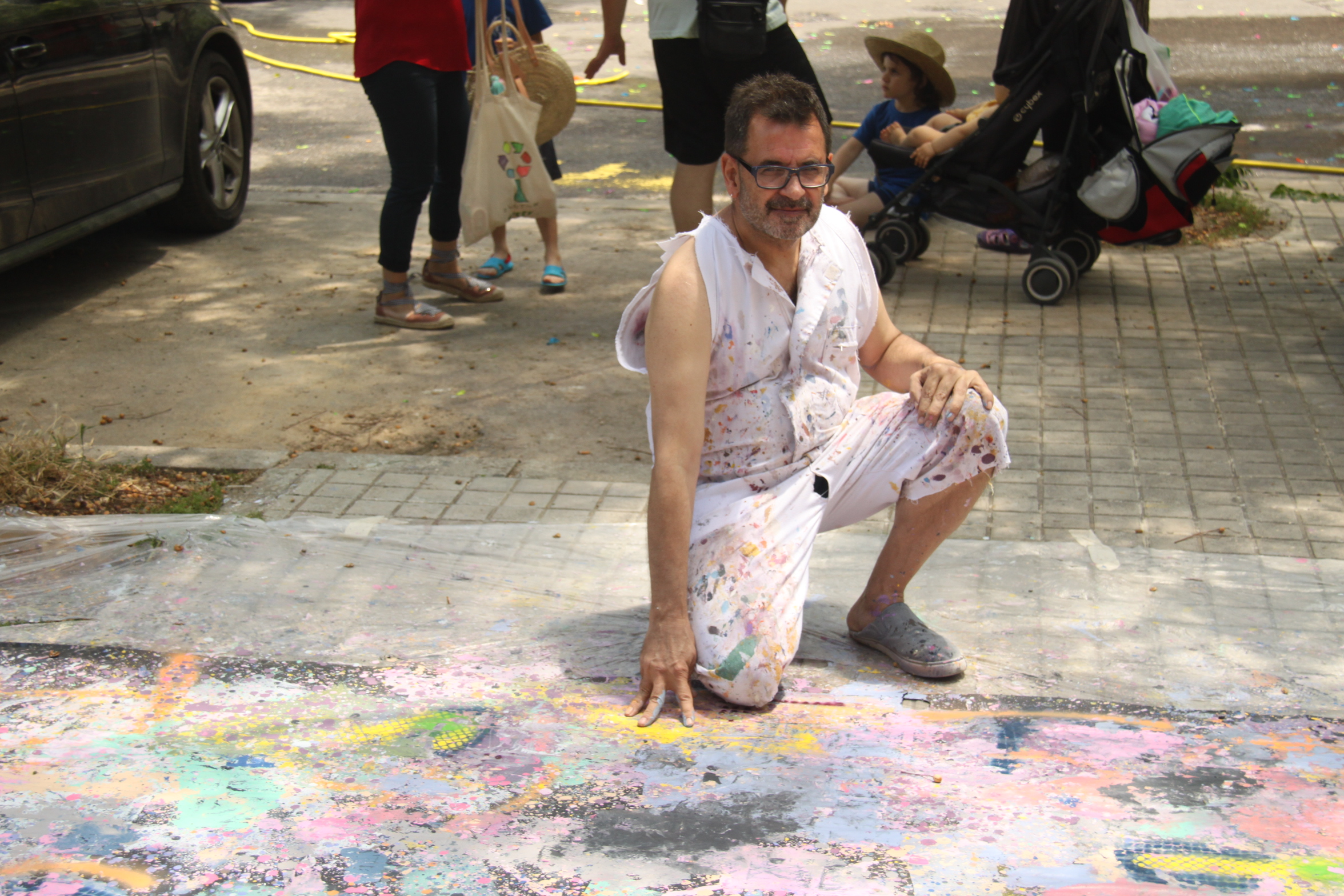
Víctor Valero realizando "una acción de pintura" (2018).

Dripping o Action painting (en español «goteo o pintura de acción») es una técnica pictórica, así como el nombre del movimiento pictórico que la usa, Surge en el siglo XX dentro de la pintura no figurativa. Intenta expresar mediante el color y la materia del cuadro, sensaciones tales como el movimiento, la velocidad, la energía. Son muy importantes el color y los materiales no específicamente pictóricos con que se trabaja (arena, alambre...) para conseguir un aspecto peculiar en la superficie del cuadro.
Con este nombre de Action painting se conoce también a la corriente pictórica abstracta de carácter gestual que adoptaron varios miembros de la escuela estadounidense del expresionismo abstracto que utilizan la técnica del action painting. Aunque el término action painting fue utilizado por el crítico Harold Rosenberg en 1952, se había empleado con anterioridad. Así, en el Berlín de 1919, y en América hacia 1929, para designar las primeras composiciones abstractas de Kandinsky.
Desde el punto de vista técnico, consiste en salpicar con pintura la superficie de un lienzo de manera espontánea y enérgica, es decir, sin un esquema prefijado, de forma que este se convierta en un «espacio de acción» y no en la mera reproducción de la realidad. A veces se utiliza incorrectamente como sinónimo del propio expresionismo abstracto, aun cuando muchos de los artistas pertenecientes a esta escuela jamás emplearon dicha técnica.
En esta técnica, el principal elemento es la acción o movimiento por parte del pintor con relación al aspecto físico de la pintura, en conjunto con la superficie donde trabaja, por esta razón la principal pintura a utilizar en esta técnica es la pintura acrílica. La pintura es derramada de forma sistemática, ingenua o espontánea por parte del artista, cuando va creando su obra y de esta forma plasma sus ideas y conceptos abstractos en gran parte, debido al resultado en consecuencia de la técnica. Con la pintura acrílica es muy práctica la forma de acción, dejando caer o gotear el líquido de cada color sobre la superficie. 
El action painting tiene sus orígenes en las creaciones automáticas de los surrealistas; por ejemplo, los dibujos y pinturas de arena de André Masson. Sin embargo, la diferencia real entre ambos movimientos no es tanto la técnica como el planteamiento inicial: bajo la influencia del psicoanálisis freudiano, los realistas mantenían que el arte automático era capaz de desbloquear y sacar a la luz la mente inconsciente.
El action painter por antonomasia es Jackson Pollock (1912-1956). Destacó especialmente en el uso del dripping, esto es, el goteo de la pintura como técnica, y quien más luego prolongó la pintura de acción al movimiento de expresionismo abstracto.
No obstante, hubo otros artistas que trabajaron en esta misma línea, destacadamente, Willem de Kooning y Franz Kline, con pinturas abstractas y vigorosas.
Willem de Kooning (1904-1997) realiza obras más figurativas que las de Pollock, siendo algo intermedio entre la figuración y la abstracción, es gestual y representativo a la vez. Su serie de obras más conocidas es Mujeres, iniciada en 1950.
La action painting fue la tendencia que más influyó en la segunda generación del expresionismo abstracto y en muchos pintores contemporáneos europeos.

## Pintores de esta corriente
- Norman Bluhm
- Sam Francis
- Franz Kline
- Willem de Kooning
- Albert Kotin
- José Guerrero
- Lee Krasner
- Alfred Leslie
- Joan Mitchell
- Jackson Pollock
- Jack Tworkov
- Norman Lowell
- Laurent Jiménez-Balaguer
- Modesto Ciruelos
- Yanny Ippoliti
- Esteban Vicente
- Grupo Gallot
- Alfons Schilling
- Iván Lucas